# Мурешан, Мирча
Ми́рча Николае Йоан Муреша́н (рум. Mircea-Nicolae-Ioan Mureșan; 11 ноября 1928, Сибиу, Румыния — 24 апреля 2020, Рымнику-Вылча, Румыния) — румынский кинорежиссёр, сценарист и актёр.

## Биография
В 1955 году окончил Институт имени Караджале. В 1956 году был ассистентом режиссёра Виктора Илиу на съёмках фильма «Счастливая мельница». В 1960 году дебютировал короткометражкой «...по осени считают», а в 1966 году снял первый полный метр — фильм «Восстание». Работал на телевидении. В 1974—1989 годах — вице-президент Ассоциации кинематографии (ACIN).
Был женат на актрисе Родике Мурешан.

## Фильмография

### Режиссёр
- 1961 — ...по осени считают / Toamna se numără... (по новелле Шютё Андраша[венг.], к/м)
- 1962 — Твоя вина / Partea ta de vină (к/м)
- 1966 — Восстание / Răscoala (по роману Ливиу Ребряну)
- 1967 — Нокаут / K.O.
- 1970 — Секира / Baltagul (по Михаилу Садовяну, Италия—Румыния)
- 1970 — Долгая ночь шести лет / Lunga noapte de șase ani (д/ф)
- 1971 — Осада / Asediul
- 1972 — Городская застава / Bariera
- 1975 — Голубые ворота города / Porțile albastre ale orașului
- 1975 — Цыплята осенью / Toamna bobocilor
- 1975 — Поднять паруса / Toate pînzele sus (сериал)
- 1980 — Выстрелы при ясной луне / Împușcături sub clar de lună
- 1981 — Йон – проклятие земли, проклятие любви / Ion: Blestemul pămîntului, blestemul iubirii (по Ливиу Ребряну)
- 1981 — Возвращение к первой любви / Întoarcerea la dragostea dintâi
- 1981 — Свет и тени / Lumini și umbre (сериал)
- 1983 — Лебедь зимой / O lebădă, iarna
- 1984 — Хоря / Horea
- 1985 — Самые прекрасные 20 лет / Cei mai frumoși 20 de ani (д/ф)
- 1988 — Мария и море / Maria și marea
- 1990 — Мисс Литорал / Miss Litoral
- 1993 — Второе падение Константинополя / A doua cădere a Constantinopolului
- 2001 — Секс-гарем Ада-Калех / Sexy Harem Ada-Kaleh
- 2005 — Азучена / Azucena

### Сценарист
- 1967 — Нокаут / K.O. (с Эудженом Попицэ)
- 1970 — Секира / Baltagul
- 1981 — Возвращение к первой любви / Întoarcerea la dragostea dintâi
- 2005 — Азучена / Azucena

### Актёр
- 1972 — Свадебное танго / Astă seară dansăm în familie
- 1972 — Приключения на Чёрном море / Aventuri la Marea Neagră — голландец

## Награды
- 1966 — номинация на «Золотую пальмовую ветвь» 19-го Каннского кинофестиваля («Восстание»)
- 1966 — приз за лучший дебют 19-го Каннского кинофестиваля («Восстание»)
- 2002 — Кавалер ордена «За верную службу» (30 мая 2002 года)[2]